# Egelolf (Eichstätt)
Egelolf († 1189) war Fürstbischof von Eichstätt von 1171 bis 1182.
Die Herkunft von Egelolf ist unbekannt. Er wurde auch vorher in keinem Eichstätter Amt genannt, Franz Heidingsfelder vermutet daher eine Berufung durch Friedrich Barbarossa, in dessen Gefolge er als Bischof kurzfristig Erwähnung fand. Egelolf hat die Bischofsweihe nicht empfangen. Er resignierte am 1. Oktober 1182 aufgrund der Folgen eines Schlaganfalls.